# Mario Bianchi (cyclisme)
Pour les articles homonymes, voir Mario Bianchi et Bianchi.
Mario Bianchi, né le 25 novembre 1905 à Turate et mort le 21 septembre 1973 à Busto Arsizio, est un coureur cycliste italien. Professionnel de 1928 à 1934, il a remporté deux étapes du Tour d'Italie 1929.

## Palmarès
- 1923
  - 2e de la Coppa Bernocchi
  - 2e des Trois vallées varésines
- 1925
  - Coppa Città di Busto Arsizio
  - Coppa del Re
- 1928
  - Coppa d'Inverno
  - Coppa San Geo
  - 2e de la Coppa Bernocchi
- 1929
  - Coppa d'Inverno
  - 10e et 13e étapes du Tour d'Italie
- 1931
  - Toulon-Nice

## Résultats sur les grands tours

### Tour d'Italie
- 1929 : 30e, vainqueur de deux étapes
- 1930 : 43e